# Fêtes maritimes de Brest
Les fêtes maritimes internationales de Brest sont un rassemblement de bateaux traditionnels venant du monde entier, se déroulant pendant une semaine tous les quatre ans dans la ville de Brest en France.
Chaque édition prenait le nom de la ville de Brest, suivi de l'année : Brest 1992, Brest 1996, Brest 2000, Brest 2004, Brest 2008 ; pour l'édition de 2012, la fête est nommée Les Tonnerres de Brest, puis en 2016 Fêtes maritimes internationales Brest 2016.

## Historique
Cette grande manifestation maritime est née initialement grâce à l'organisation de rassemblements de bateaux et de fêtes populaires à quai dès les années 1980, appelée Pors Beac'h en 1980, 1982 (23, 24 et 25 juillet) et 1984 (9 au 12 août), petit port de Logonna-Daoulas, au fond de la rade de Brest. L'organisation est alors assurée par l'Association Groupe Finistérien de Croisière de Jakez Kerhoas et l'aide des fondateurs de la revue Chasse-Marée.

En 1986 et 1988, c'est à Douarnenez que ce rassemblement est organisé par cette même association. En 1986, 400 voiliers traditionnels y sont inscrits et 10 000 spectateurs s'y rendent. Par le succès populaire de cet évènement et l'adhésion des collectivités publiques, des initiatives de restauration de bateaux traditionnels et des constructions de répliques de bateaux de modèles anciens se multiplient. 
Après Douarnenez 88, un grand élan est donné par le concours Bateaux des côtes de France patronné par le magazine Chasse-marée en 1990, afin de participer au premier grand rassemblement international de Brest & Douarnenez 1992. Des bateaux, répliques d'anciens, sont construits à partir des règles traditionnelles dans les chantiers navals locaux et des lancements festifs se font à l'occasion. D'autres bateaux anciens sont aussi restaurés pour ce futur évènement.

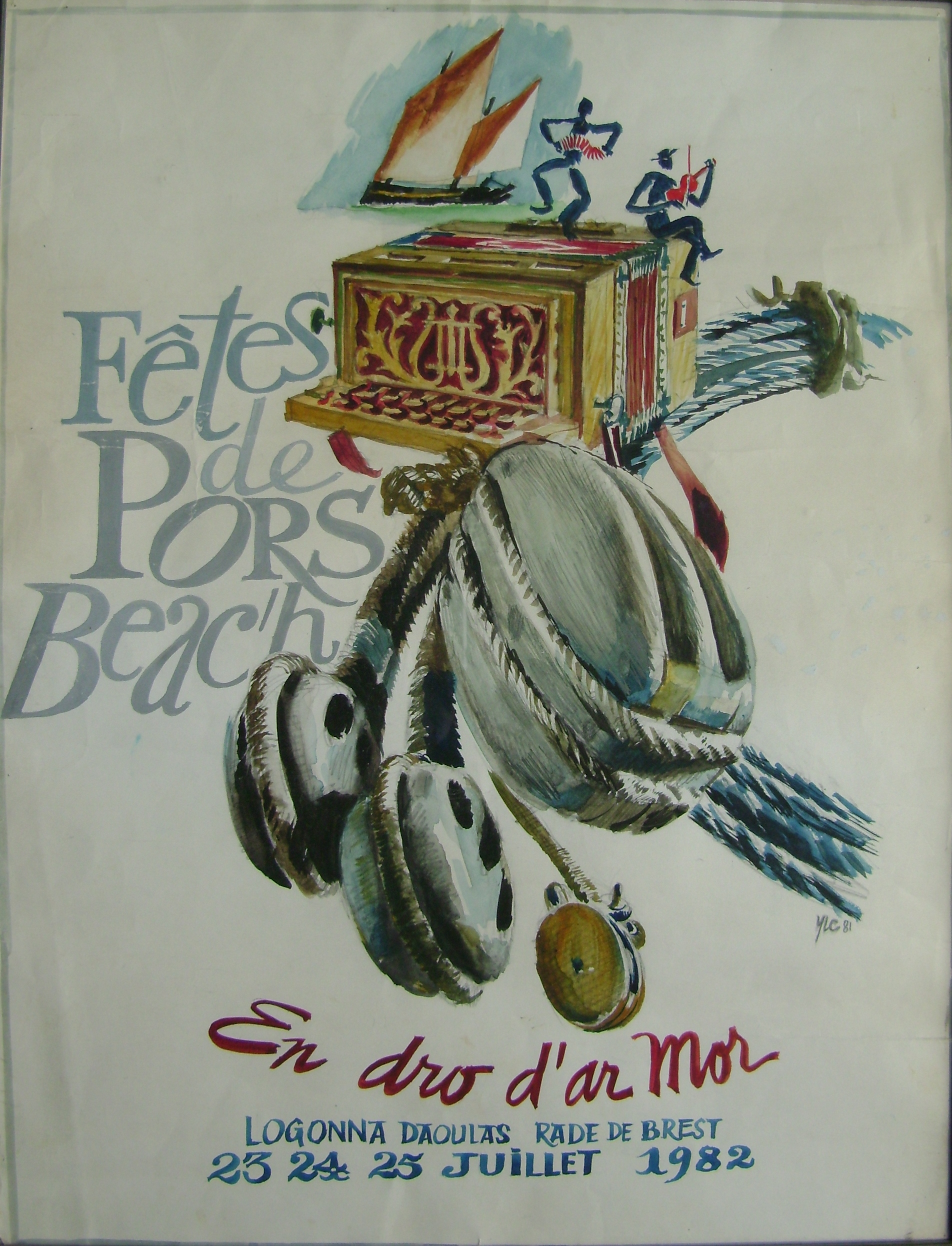
Affiche Pors Beac'h 82
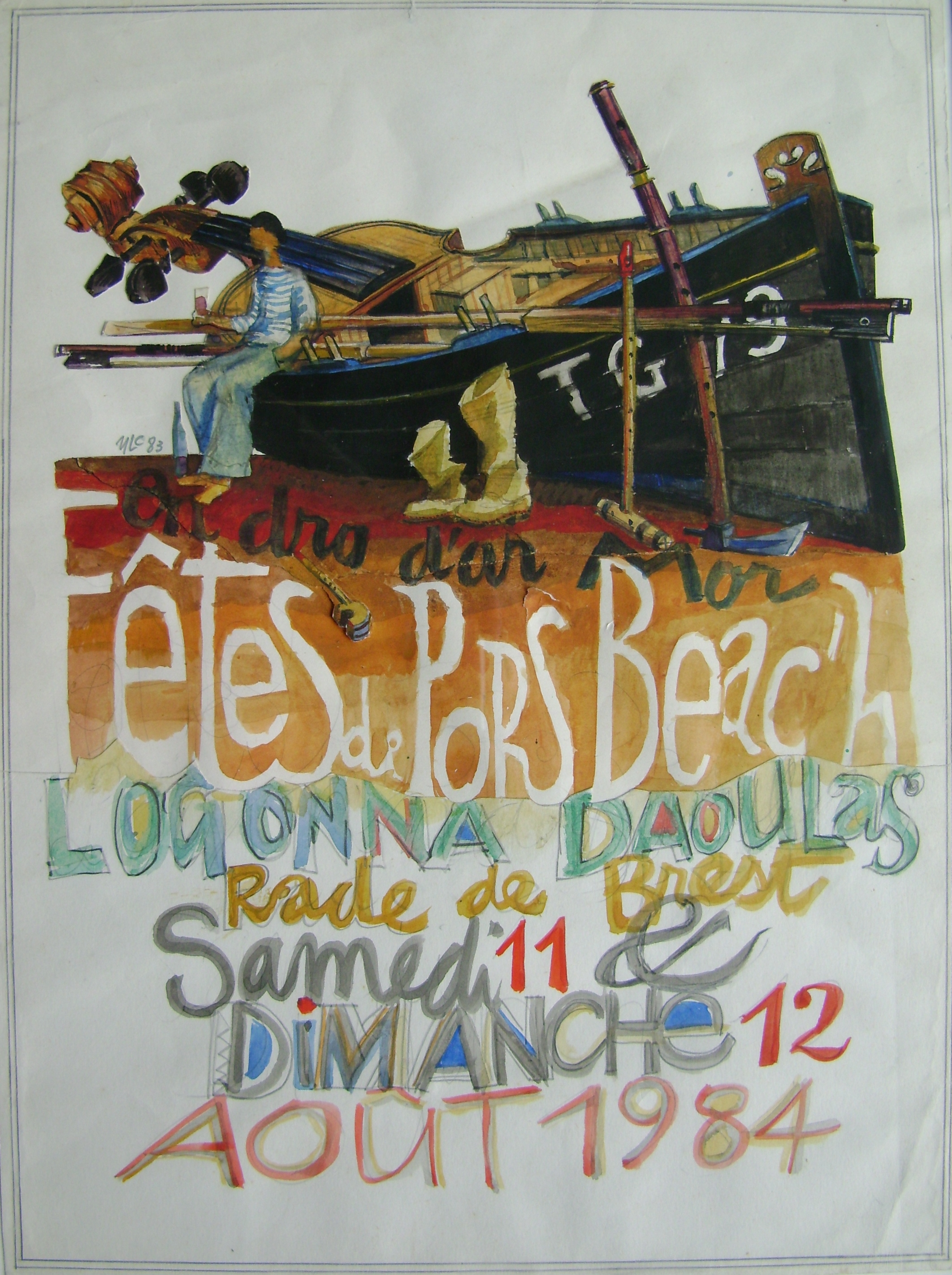
Affiche Pors Beac'h 84
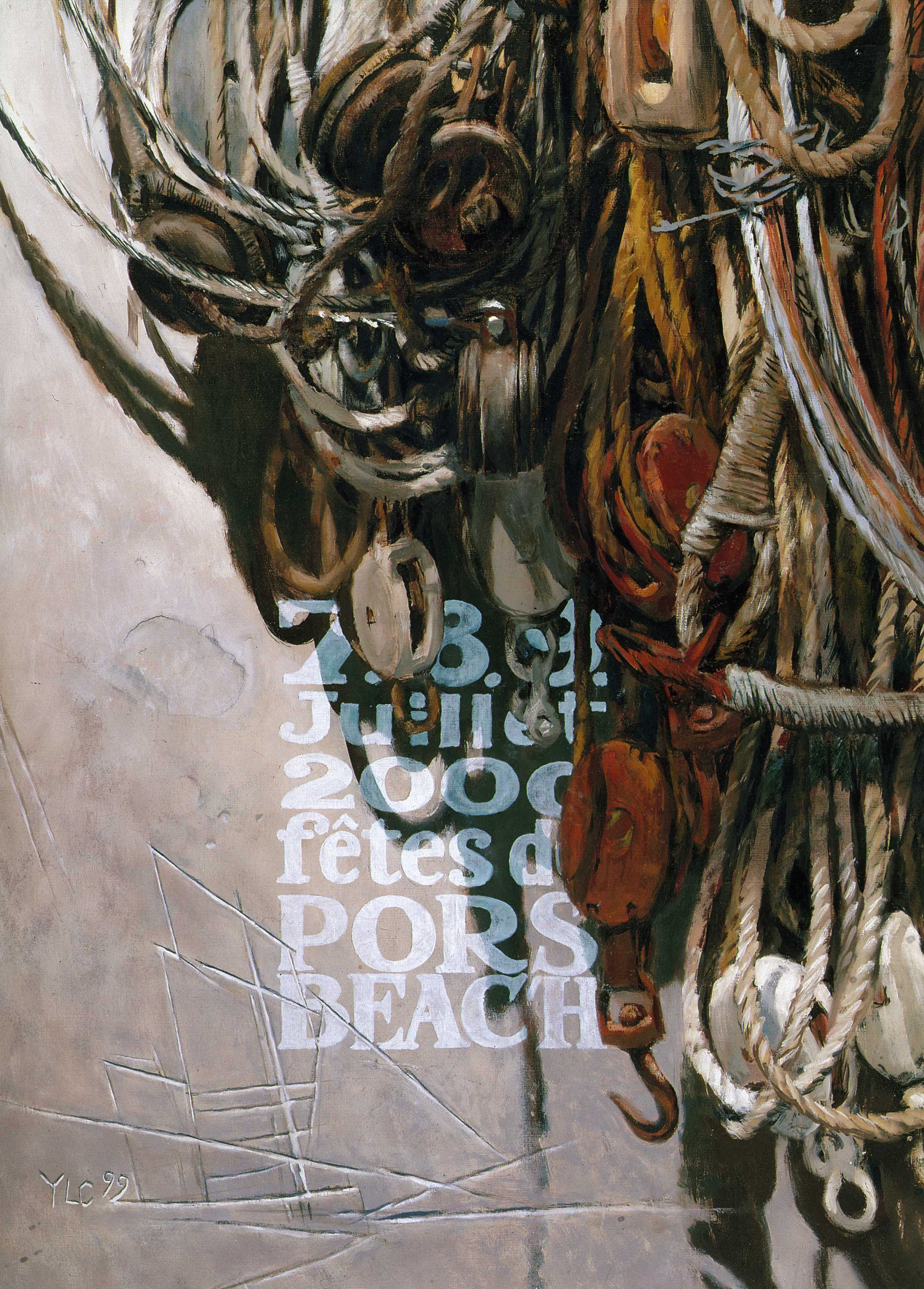
Affiche du 20e anniversaire.

### Édition 1992

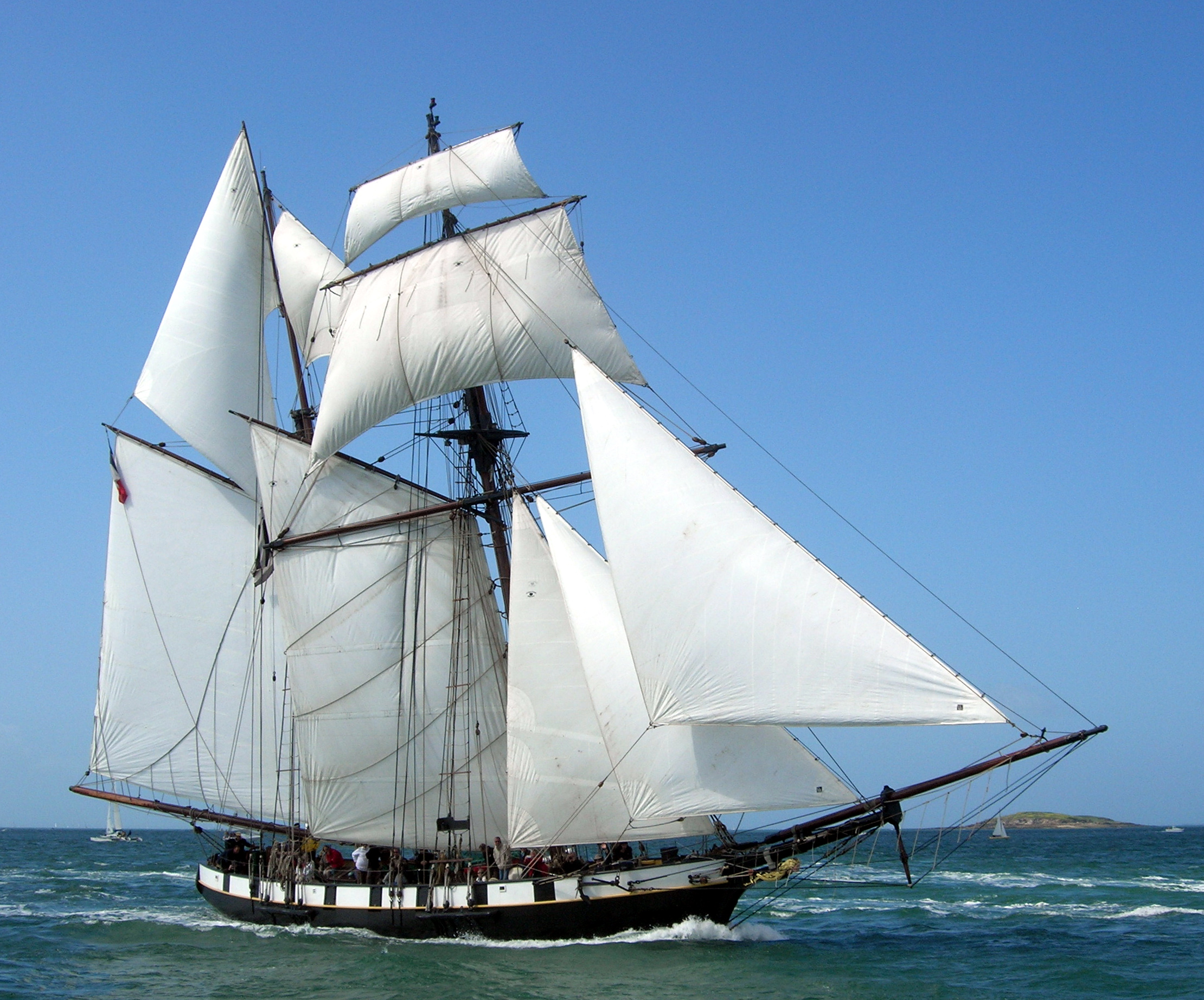
La Recouvrance

Douarnenez n'étant plus assez vaste pour accueillir tant de bateaux, le festival rejoint donc le port de Brest. La première édition se déroule du 10 au 14 juillet 1992. La SARL Grand Large est créée par Jakez Kerhoas et Anne Burlat qui sert d'assistance à l'évènement Brest & Douarnenez 1992, et aux suivantes.
Au cours de ce rassemblement, eut notamment lieu la mise à l'eau de La Recouvrance, goélette à huniers réplique d'un aviso du début du XIXe siècle, Recouvrance étant un des quartiers de Brest.
De nombreuses répliques de bateaux traditionnels, construites à cette occasion, selon les règles traditionnelles du patrimoine maritime, sont présentes comme la Belle Angèle, la Belle-Étoile, le Corentin, le Dalh-Mad, Le Grand Léjon, le Marche-Avec, le Neire Mâove, Le Renard, Karreg-Hir (BR732721), France 1…
La Marie-Claudine (BR787127Y), réplique de chaloupe non pontée à deux mâts de 9,6 m construit en 1991, sera la plus primée du concours.
La Pauline, réplique d'un bateau pilote de la Baie de Saint-Brieuc, a été classée deuxième de sa catégorie.
Ivlia, réplique d’une galère antique grecque, participé à Brest 92.
Pour la première fois, l'amirauté ouvre les quais du port militaire aux bateaux et aux visiteurs.
Douarnenez prolonge la fête maritime en accueillant les bateaux après le festival maritime à Brest.
Statistiques
- 1 500 voiliers.
- 10 000 marins.
- 400 exposants.
- 1 500 musiciens.
- 420 000 entrées.

### Édition 1996
Brest 1996 : du 13 au 20 juillet 1996.
Brest fête les 100 ans du Belem et le lancement du Notre Dame de Rumengol restauré  et classé aux monuments historiques.
Lors de cette édition, on peut observer une représentation des 1001 sonneurs de Brest (plusieurs bagad), cette édition s'achève par une régate.
Quelques grands voiliers présents : 
| - Pride of Baltimore II États-Unis ; - HMS Rose États-Unis ; - Kaskelot Royaume-Uni ; - Matthew Royaume-Uni ; - Khersones Ukraine ; - Statsraad Lehmkuhl Norvège ; - Christian Radich Norvège ; - Thalassa Pays-Bas ; - Tecla Pays-Bas ; | - Oosterschelde Pays-Bas ; - Antigua Pays-Bas ; - Swan Pologne ; - La Recouvrance France ; - Belle Poule France ; - Étoile France ; - Belem France; - Notre Dame de Rumengol France. |

Statistiques
- Près de 2500 bateaux.
- 17000 marins.
- 30 pays représentés.
- Plus d'un million de visiteurs.
- 5500 bénévoles.

### Édition 2000
Lors de l'édition de Brest 2000, du 13 juillet au 17 juillet 2000, une trentaine de yoles de Bantry, construites dans toute la France à la suite d'un concours du magazine Chasse-Marée, se sont affrontées dans des régates voile et aviron.
Juste avant cette édition, les 7, 8 et 9 juillet, est organisée une fête-souvenir pour célébrer le 20e anniversaire de cet évènement rassemblant quelque 150 voiliers.

### Édition 2004

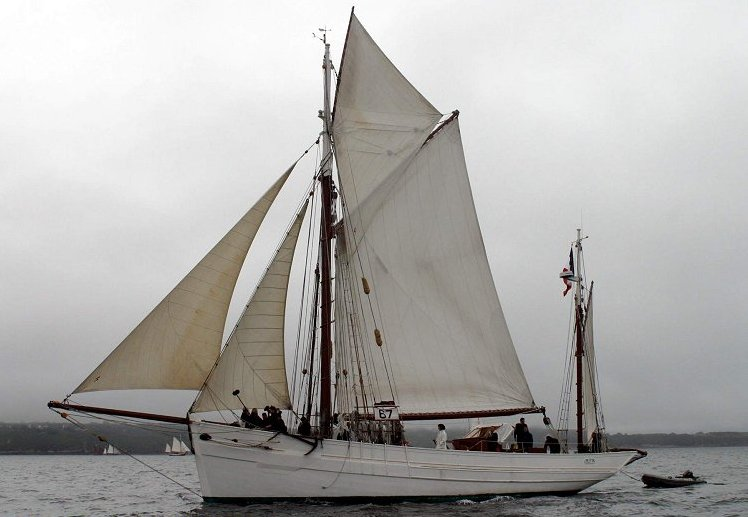
Le Mutin à Brest en 2004.

À l'occasion de Brest 2004 (du 10 juillet au 15 juillet), le festival a accueilli environ 2 000 voiliers de 30 nations différentes. Une grande parade maritime a eu lieu de Brest à Douarnenez le 16 juillet.

### Édition 2008
La cinquième édition Brest 2008 s'est déroulée du 11 au 17 juillet 2008.
Elle s'achève par une régate autour de la presqu'île de Crozon jusqu'à Douarnenez.

Logo de l'édition 2008.
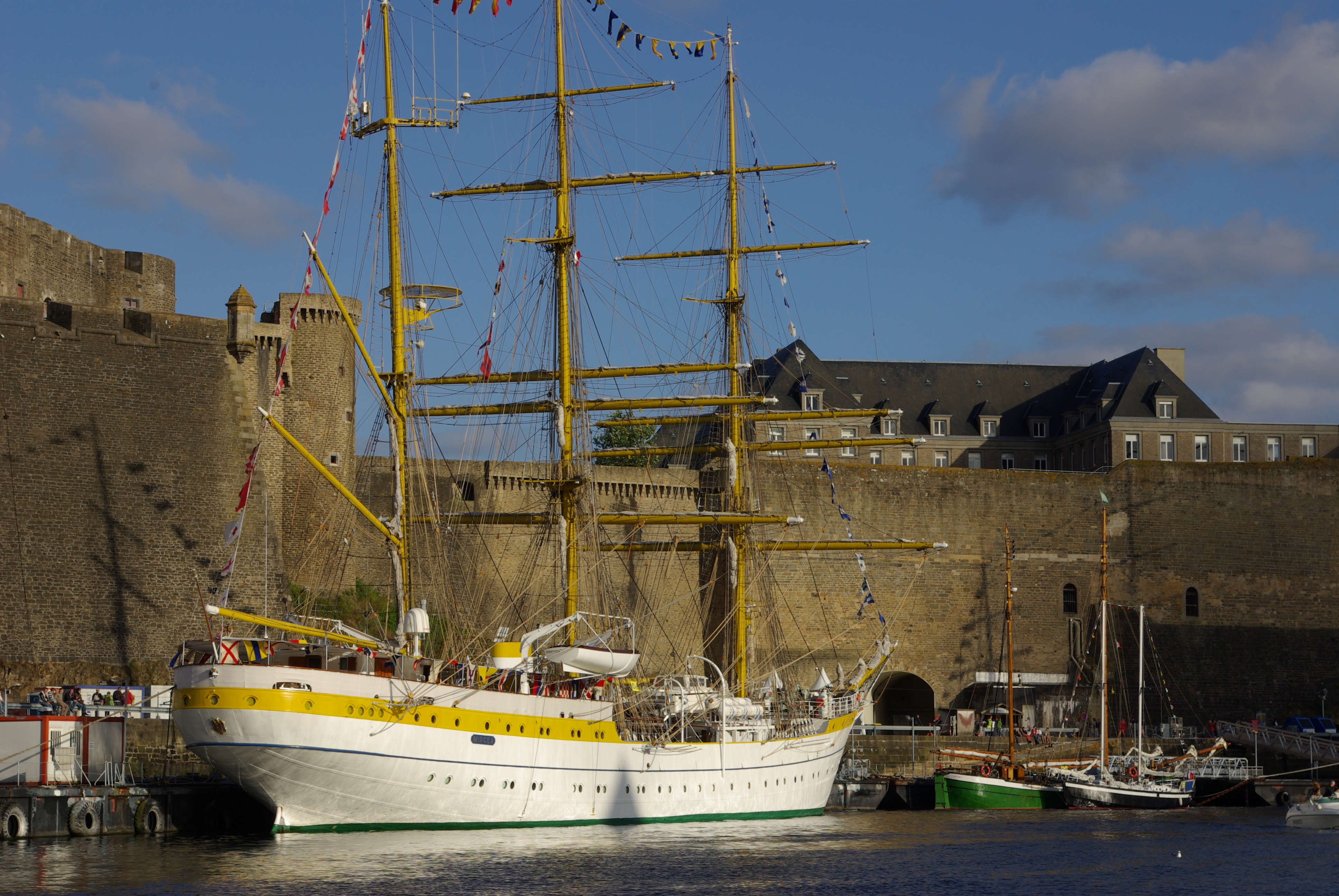
Mircea sous le château de Brest en 2008.
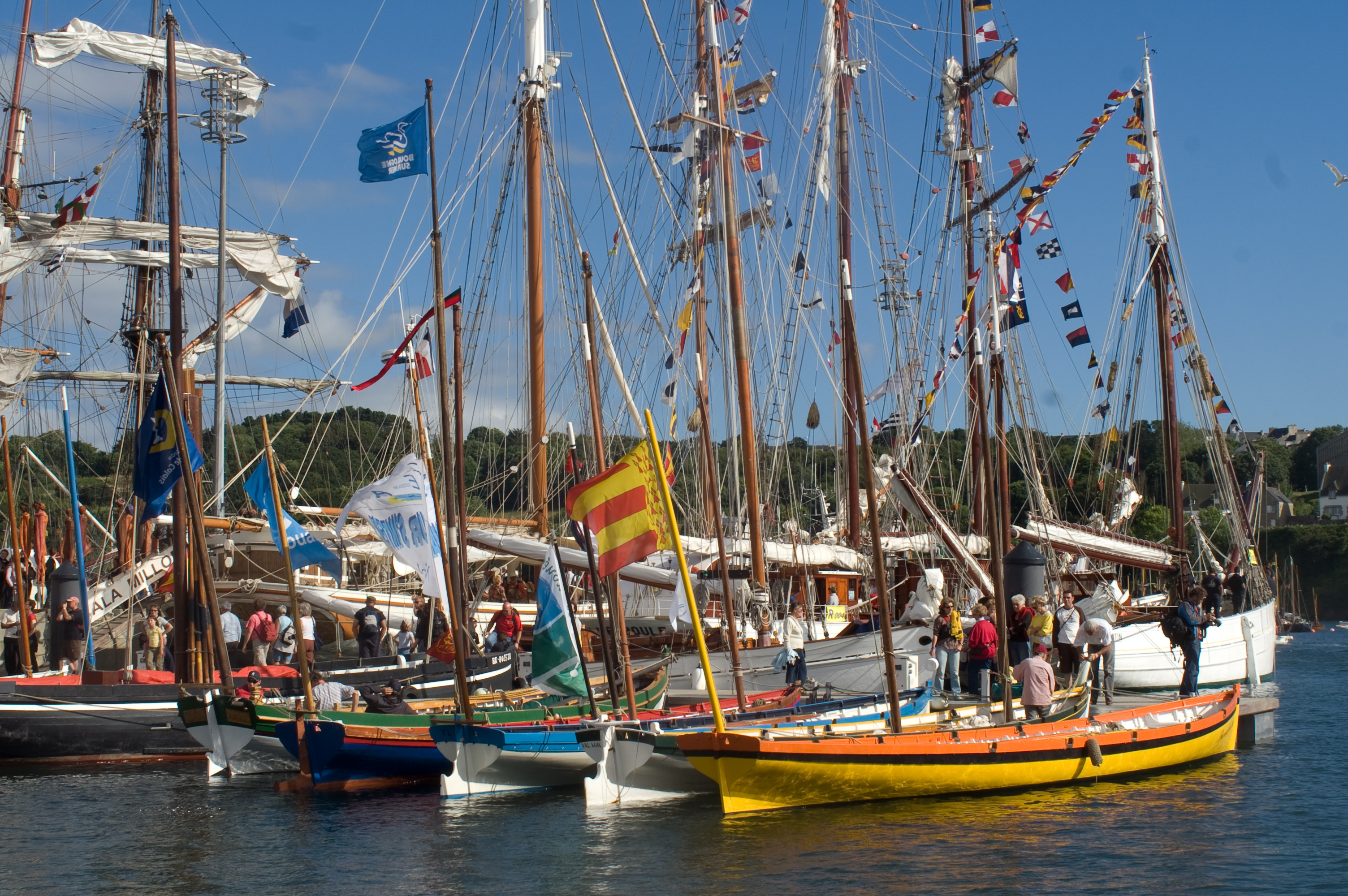
Fête maritime de Douarnenez en 2008, après Brest 2008.

### Édition 2012
La sixième édition, Les Tonnerres de Brest 2012, a eu lieu du 13 au 19 juillet 2012.
Elle marque également le 20e anniversaire de cet évènement.

### Édition 2016
La septième édition a eu lieu du 13 au 19 juillet 2016.
Elle rassemble 712 000 visiteurs, 1 500 bateaux et 9 000 marins.

### Édition 2020

Logo de l'édition 2020

Les fêtes maritimes internationales de Brest 2020 devaient avoir lieu du 10 au 16 juillet 2020. Cette édition est reportée en raison de la pandémie de Covid-19. Le conseil d'administration de Brest événements nautiques a d'abord décidé le 5 novembre 2020 que les fêtes maritimes de Brest n'auront pas lieu en 2021, mais en juillet 2022, avant de les reporter à 2024 en février 2021.

### Édition 2024
Les fêtes maritimes de Brest 2024 sont programmées du 12 au 17 juillet. 627 navires sont inscrits,.

## Galerie

Vues des fêtes maritimes de Brest
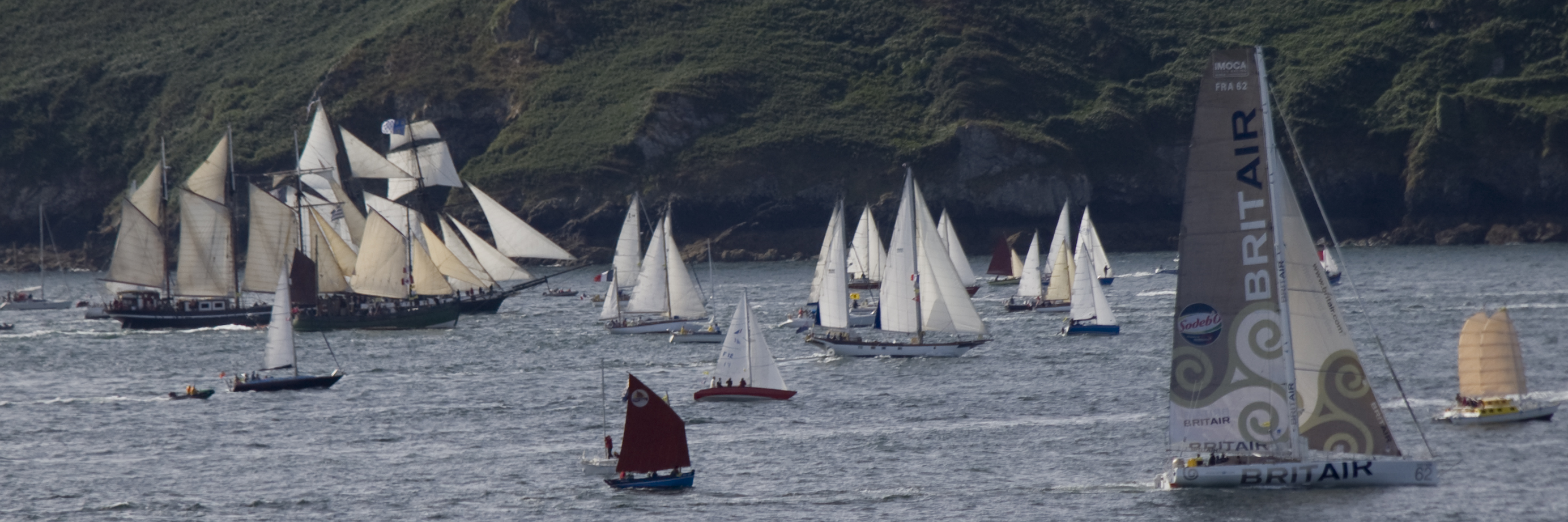
Les bateaux quittant Brest pour Douarnenez.
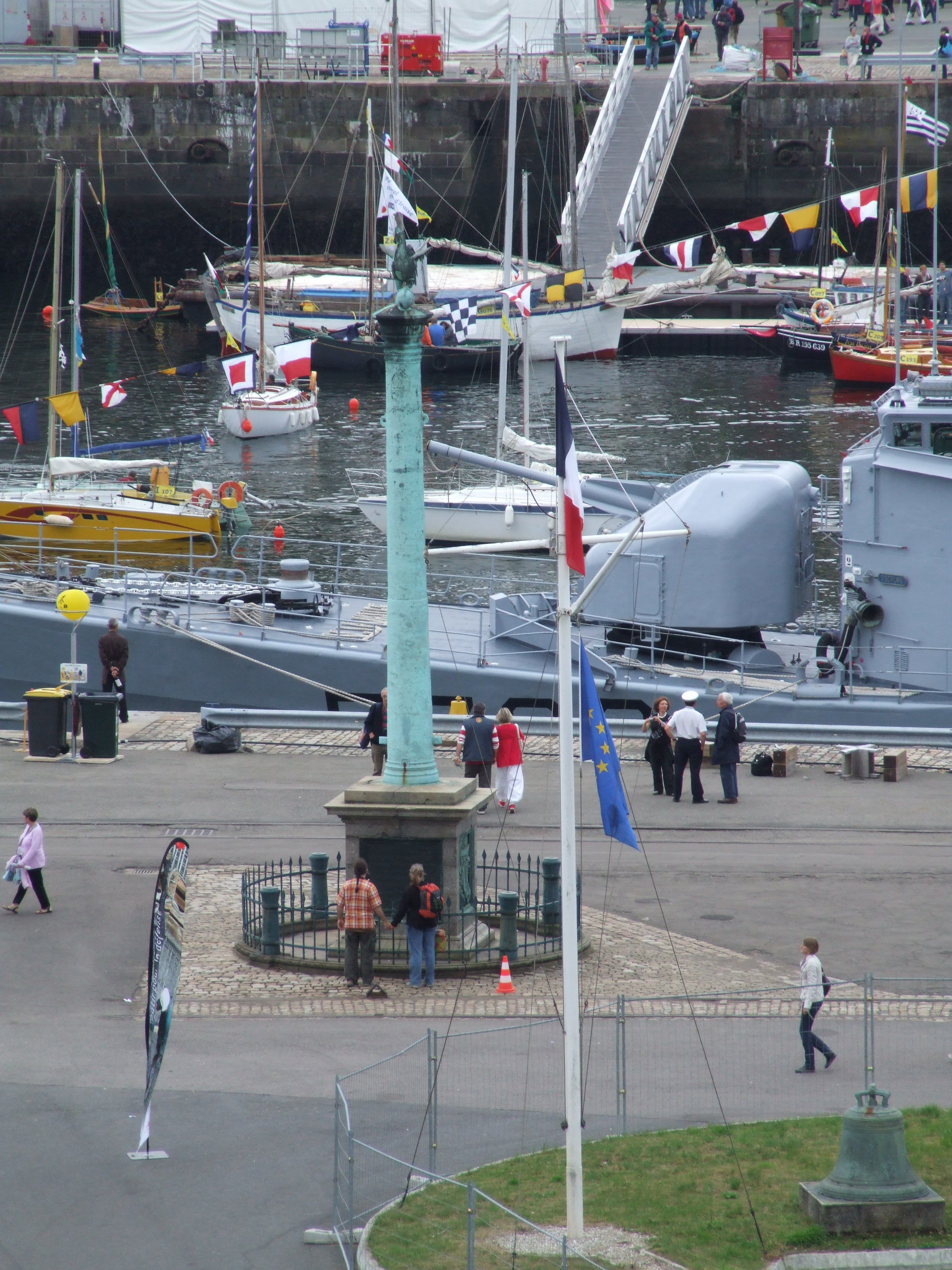
Les quais de Penfeld avec La Consulaire pendant la Fête.
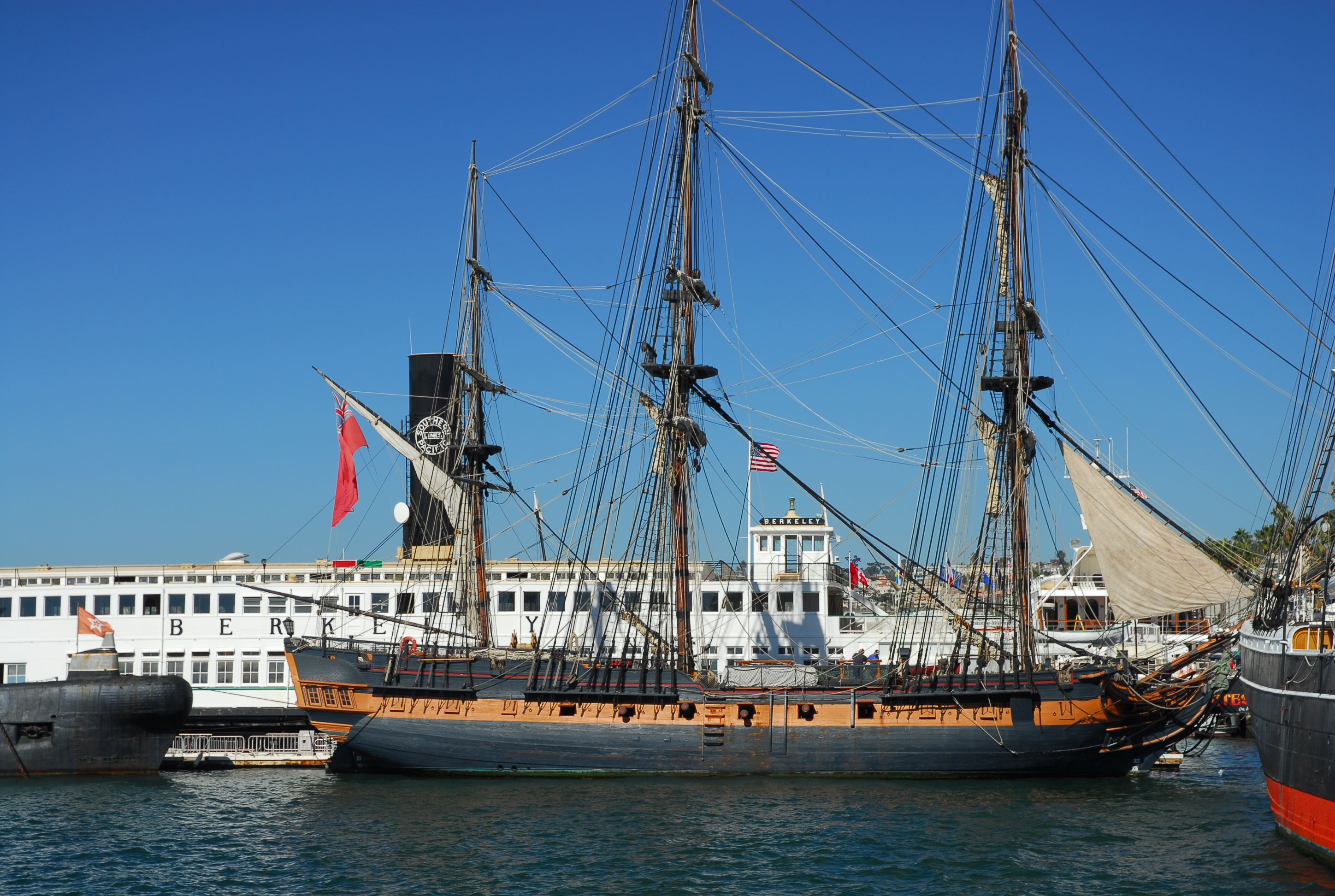
Le HMS Rose.
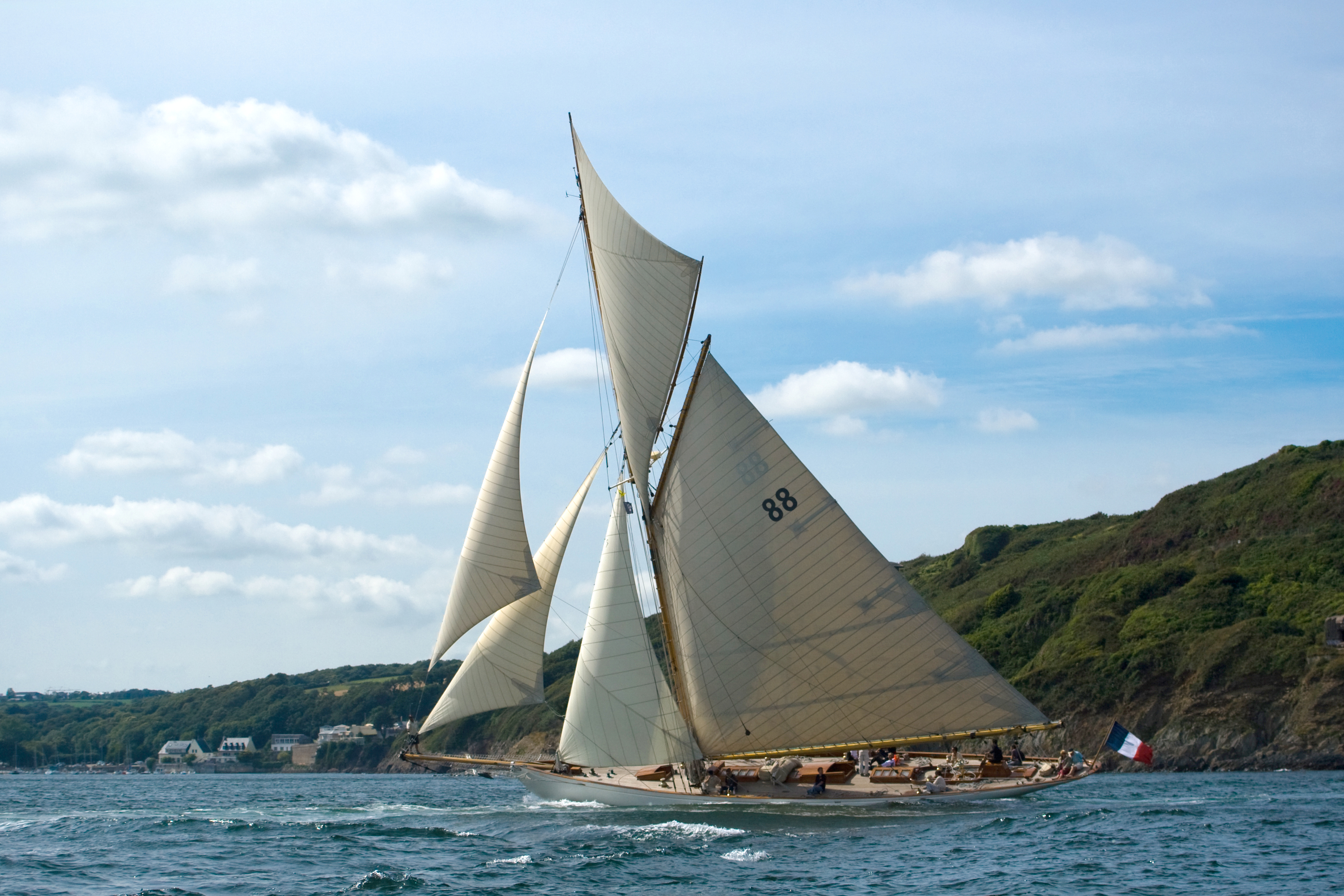
Moonbeam III lors de la fête maritime Brest 2008.
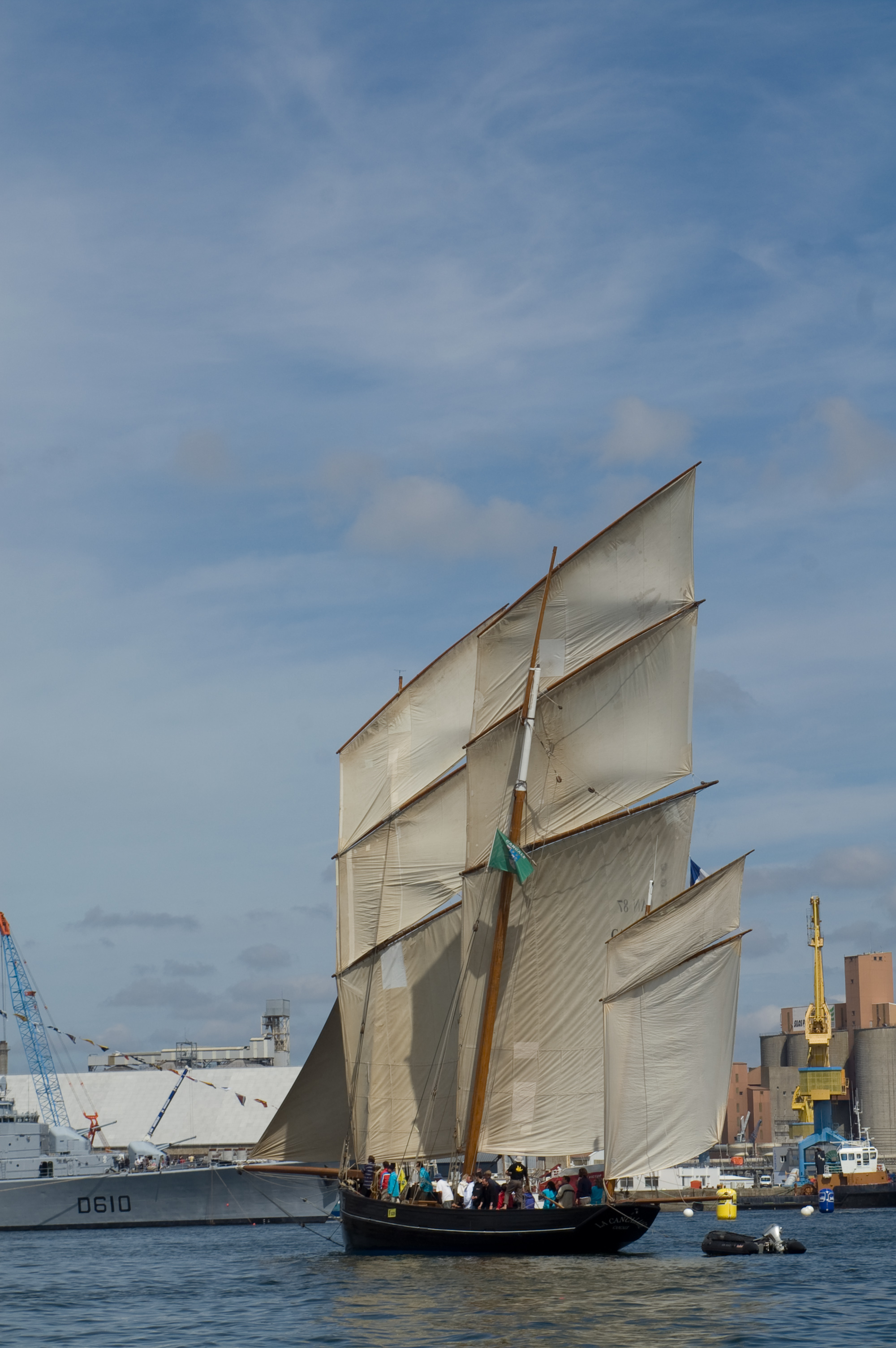
La Bisquine La Cancalaise.